# Born to Lose
Singles de Johnny Thunders and the Heartbreakers
One Track Mind
(1977)
Pistes de L.A.M.F.
All By Myself
(2)
Born to Lose est une chanson écrite en 1976 par le chanteur et guitariste de punk rock américain Johnny Thunders et enregistrée en 1977 par son groupe The Heartbreakers. Elle est publiée en single le 20 mai 1977, couplée avec Chinese Rocks, puis intégrée sur l'album L.A.M.F. sorti le 3 octobre 1977.
Born to Lose est un des morceaux emblématiques des débuts du style punk rock.

## Composition et enregistrement
Le titre de la chanson est inspiré par un tatouage que le serial killer américain Richard Speck portait sur le bras. On la trouve parfois orthographiée Born Too Lose.
Une première démo, restée sans suite, est enregistrée en octobre 1976 au Jay Nap Studio, sur Staten Island à New York, pour le producteur Richard Gottehrer. On peut l'entendre notamment sur L.A.M.F.: The Lost '77 Mixes (disc two) en 1994, Down to Kill en 2016 et dans The L.A.M.F. Demo Sessions en 2022.
Alors que les Heartbreakers peinent à trouver un contrat aux États-Unis, ils sont invités par les Sex Pistols à participer à l'Anarchy Tour en Angleterre, aux côtés de The Clash et The Damned, remplacés ensuite par les Buzzcocks. Bloqués dans le pays avec peu d'argent après la fin de la tournée, leur manager Leee Black Childers les convainc de rester au Royaume-Uni. Après plusieurs concerts à Londres, Track Records leur  propose un contrat d'enregistrement.
Après une nouvelle démo enregistrée fin février 1977 aux studios Essex à Londres, la chanson est gravée en mars 1977 à Battersea, au sud-ouest de la capitale, dans les Ramport Studios qui appartiennent aux Who, avec le producteur Speedy Keen. Born to Lose et Chinese Rocks sont les premiers morceaux enregistrés.
La chanson, sortie en single avec Chinese Rocks, est le premier single publié par le groupe. Elles sont ensuite toutes deux incluses dans l'album L.A.M.F.. Ces enregistrement seront critiqués pour la qualité de leur son. Jerry Nolan les juge « correct, mais pas génial ». Walter Lure reconnaît que « le disque n'était pas vraiment à la hauteur en termes de production ». Ils n'ont tout simplement pas réussi à reproduire en studio la puissance et la spontanéité de leurs concerts.

## Musiciens
- Johnny Thunders – chant, guitare
- Walter Lure – chant, guitare
- Jerry Nolan - batterie, chœurs
- Billy Rath – guitare basse

## Discographie
- 20 mai 1977 – Chinese Rocks / Born to Lose – single 45 tours (Track Records 740502)
- 3 octobre 1977 – L.A.M.F. – album 33 tours (Track Records 2409 2019)
- 1982 – D.T.K. Live at the Speakeasy – enr. live à Londres, Speakeasy Club (15 mars 1977) – album 33 tours (Jungle Records FREUD 1)
- 1992 – Vive la Revolution !! – enr. live à Paris, Bataclan (8 décembre 1977) – CD (Skydog 62251-2)
- 2002 – In Cold Blood (Johnny Thunders) – enr. live à New York, Irving Plaza (13 mars 1982) – CD et DVD
- 2017 – L.A.M.F. Live at the Bowery Electric (Walter Lure) – enr. live à New York (15 et 16 novembre 2017) – CD et DVD
- ? – Live at the Rainbow – enr. live à Londres (20 novembre 1977) – enregistrement pirate

## Reprises notables
La chanson est également enregistrée par d'autres artistes dont :
- 1979 : Sid Vicious sur l'album posthume Sid Sings ;
- 1984 : Soft Cell en face B du single Down in the Subway ;
- 1991 : Die Toten Hosen avec Johnny Thunders, Cheetah Chrome et "Handsome Dick" Manitoba sur leur album de reprises Learning English Lesson One ;
- 2000 : Dee Dee Ramone sur son album Hop Around ;
- 2003 : Primal Scream sur l'album Live in Japan ;
- 2006 : The Vibrators sur l'album Punk: The Early Years.

## Utilisation dans les médias
La chanson est présente dans le jeu vidéo Skate 3 (2010). On peut également l'entendre dans le film Crown and Anchor réalisé par Andrew Rowe (2018).